# Бойко Дмитро Вікторович
Дмитро Вікторович Бойко (нар. 16 січня 1986, с. Полянь, Хмельницька область, Україна) — український фехтувальник на шаблях, призер чемпіонатів світу та Європи, учасник Олімпійських ігор 2012 року.

## Біографія
Виграв бронзову та срібну медаль у командних змаганнях на чемпіонатах світу 2003 та 2006 років.
Брав участь в Олімпійських іграх 2012 року, де у першому бою зазнав поразки від румунського спортсмена Рареша Думітреску.
Наступного року разом з командою виграв бронзу на чемпіонаті Європи у Загребі.
У серпні 2014 року одружився з видатною українською шаблісткою Ольгою Харлан. Пара розлучилася 2018 року.
Випускник Львівського державного університету фізичної культури.